# Дзабарелла, Джакомо
Джа́комо Дзабаре́лла (итал. Giacomo Zabarella; Я́копо Дзабарелла, итал. Jacopo  Zabarella, Iacopo  Zabarella; Яков Забарелла, лат. Iacobus Zabarella; 5 сентября 1533, Падуя — 15 октября 1589) — итальянский философ, логик и астролог, граф. представитель ренессансного аристотелизма.

## Биография
Родом из Падуи. Был профессором логики, затем философии в Падуанском университете. Несмотря на глубокую учёность, Дзабарелла серьёзно увлёкся астрологией и своими предсказаниями наделал много шума, так что даже польский король Сигизмунд II Август приглашал его приехать в его страну. Философия Дзабареллы долгое время пользовалась авторитетом в Германии.

## Учение
Он был приверженцем Аристотеля и в его толковании следовал, в основном, за Аверрэсом.
В логике Дзабарелла связывал традиционную дедуктивную логику и методологию науки. Его сочинения оказали заметное влияние на положение логики в XVII веке.
В психологическом учении примыкал к Александру Гэльскому. Утверждал, что невозможно доказать бессмертие души, и в своем сочинении «De inventione aeterni motoris» утверждает, что к существованию перводвигателя можно прийти не иначе, как допуская вечность движения.

## Сочинения

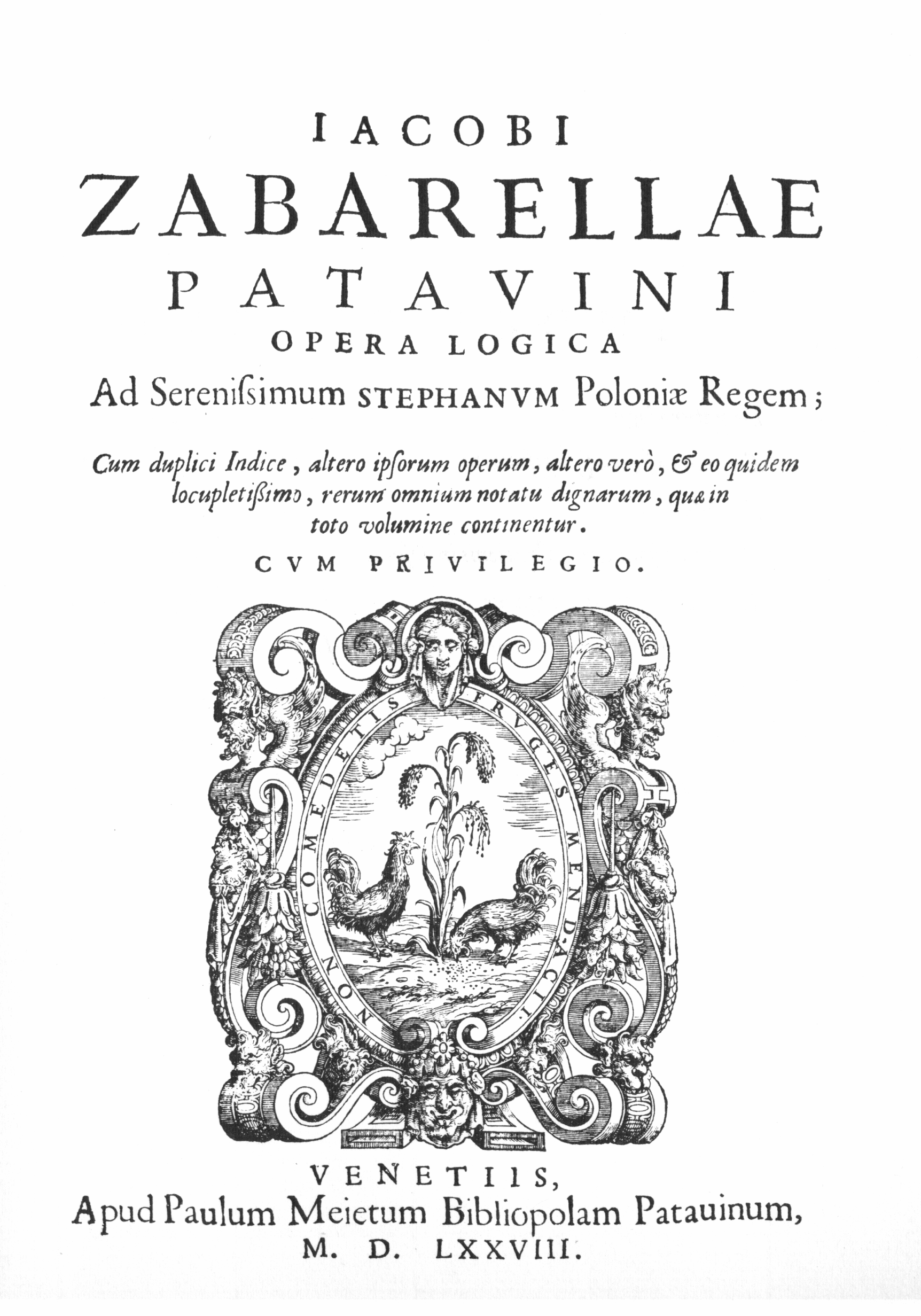
Opera Logica

- Логические сочинения (лат. Opera Logica). Издание: Venice, 1578.
- Логические таблицы (лат. Tabula logicae). Издание: Venice, 1580.
- Комментарии ко «Вторым аналитикам» Аристотеля (лат. In duos Aristotelis libros Posteriores Analyticos comentarii). Издание: Venice 1582.
- Логика (лат. Logica). Издание: 1587.
- О природных вещах (лат. De rebus naturalibus libri XXX). Издания: 1589; Cologne, 1590.
- Комментарии к «Физике» Аристотеля (лат. In libros Aristotelis Physicorum commentarii. Издание: Венеция, 1601.
- Комментарии к книгам Аристотеля «О душе» (лат. In tres libros Aristotelis De anima commentarii). Издания: 1604, Venice 1605.
- Апология о порядке учения (лат. De doctrinae ordine apologia, вариант Apologia ad objectiones Piccolomini de doctrinae ordine) Издания: Venice, 1584; 1606.
- Собрания сочинений (лат. Opera). Издания: Lyon, 1586—1587 в 5 т.; Basel, 1594; Франкфурт 1618.
- Собрания логических сочинений. Издания: Köln, 1597; Frankfurt, 1606-07.